# 宋澄 (前凉)
宋澄（？—361年），字玄安，敦煌郡（今甘肃敦煌）人，十六国前凉张玄靓时辅政大臣，宋混之弟。
355年，骁骑将军宋混的哥哥宋修和张祚有矛盾，宋混害怕张祚加害自己。八月，宋混和宋澄向西逃走，聚集了数万人以后，又回姑臧，策应张瓘。张祚杀害前凉国君张曜灵。张祚称王之後无道，宋澄随宋混聚众，攻入姑臧杀张祚。359年，凉州牧张瓘想杀掉宋混以及他的弟弟宋澄，乘势将凉王张玄靓废黜，取而代之。宋混知道后，和宋澄一起率领勇士反对张瓘，张瓘自杀，宋混将其宗族灭绝。361年，前凉骠骑大将军宋混病重，张玄靓及其祖母马氏前去看望，宋混说：“臣下的儿子宋林宗年幼，难以承担重任。殿下若未抛弃臣下一家，我弟弟宋澄办事能力胜于我，但恐怕他迂缓迟钝，难以随机应变。殿下如果能对他鞭策鼓励，就可以任用。”宋混告诫宋澄以及儿子们说：“我家承受国家大恩，应以死相报，不要倚仗权势对人傲慢。”张玄靓任命宋澄为领军将军，辅佐朝政。前凉右司马张邕憎恨宋澄独专朝政，起兵攻杀宋澄，尽灭宋氏。张玄靓任命张邕为中护军，任命叔父张天锡为中领军，同辅朝政。